# Diadelia x-fusca
Diadelia x-fusca là một loài bọ cánh cứng trong họ Cerambycidae.